# 21 días (álbum)
21 días es el séptimo álbum de estudio de la cantante y compositora española Marta Sánchez, lanzado el 24 de febrero de 2015 bajo el sello Entrearte. De acuerdo con la artista su regreso a la música debía ser con un álbum completamente inédito, con la colaboración de Daniel Terán, a quien consideraba el complemento perfecto para revelar su faceta compositora, la cual había llevado dentro desde su infancia y que, hasta ese momento, desconocía por completo. Además, destacó la importancia del productor Pablo Ochando en este proceso creativo. Musicalmente hablando, 21 días es un disco pop con gran influencia de la música electrónica y la música dance.
Para la promoción de 21 días, Sánchez lanzó cuatro sencillos comerciales; «La que nunca se rinde», «Duermes mientras yo escribo», «Welcome» y «21 días».

## Lista de canciones
| #  | Título                      | Compositor(es)             | Duración |
| -- | --------------------------- | -------------------------- | -------- |
| 1  | La que nunca se rinde       | Marta Sánchez              | 3:26     |
| 2  | 21 días                     | Marta Sánchez              | 3:40     |
| 3  | Cowboy Kate                 | Marta Sánchez/Daniel Terán | 3:48     |
| 4  | Ahora mando yo              | Marta Sánchez/Daniel Terán | 3:57     |
| 5  | Dímelo ya                   | Marta Sánchez/Daniel Terán | 3:38     |
| 6  | Falling Down                | Marta Sánchez/Daniel Terán | 3:05     |
| 7  | Cambio de plan              | Marta Sánchez/Daniel Terán | 3:26     |
| 8  | Welcome                     | Marta Sánchez              | 3:50     |
| 9  | Amor de fuego               | Marta Sánchez              | 3:59     |
| 10 | Lo mejor de mí              | Marta Sánchez              | 3:57     |
| 11 | Critical                    | Marta Sánchez/Daniel Terán | 4:11     |
| 12 | Duermes mientras yo escribo | Seila Álvarez              | 3:33     |

- Datos: Q20012858